# Tīzak
Tīzak (persiska: تيزوك, تيزَك, Tīzūk, تيزک) är en ort i Iran.   Den ligger i provinsen Yazd, i den centrala delen av landet, 500 km söder om huvudstaden Teheran. Tīzak ligger 1 553 meter över havet och antalet invånare är 282.
Terrängen runt Tīzak är en högslätt. Runt Tīzak är det glesbefolkat, med 9 invånare per kvadratkilometer. Närmaste större samhälle är Farāgheh, 18,8 km sydväst om Tīzak. Trakten runt Tīzak är ofruktbar med lite eller ingen växtlighet.